# Donji Macelj
Donji Macelj is een plaats in de gemeente Đurmanec in de Kroatische provincie Krapina-Zagorje. De plaats telt 558 inwoners (2001).